# 캐리 네이션

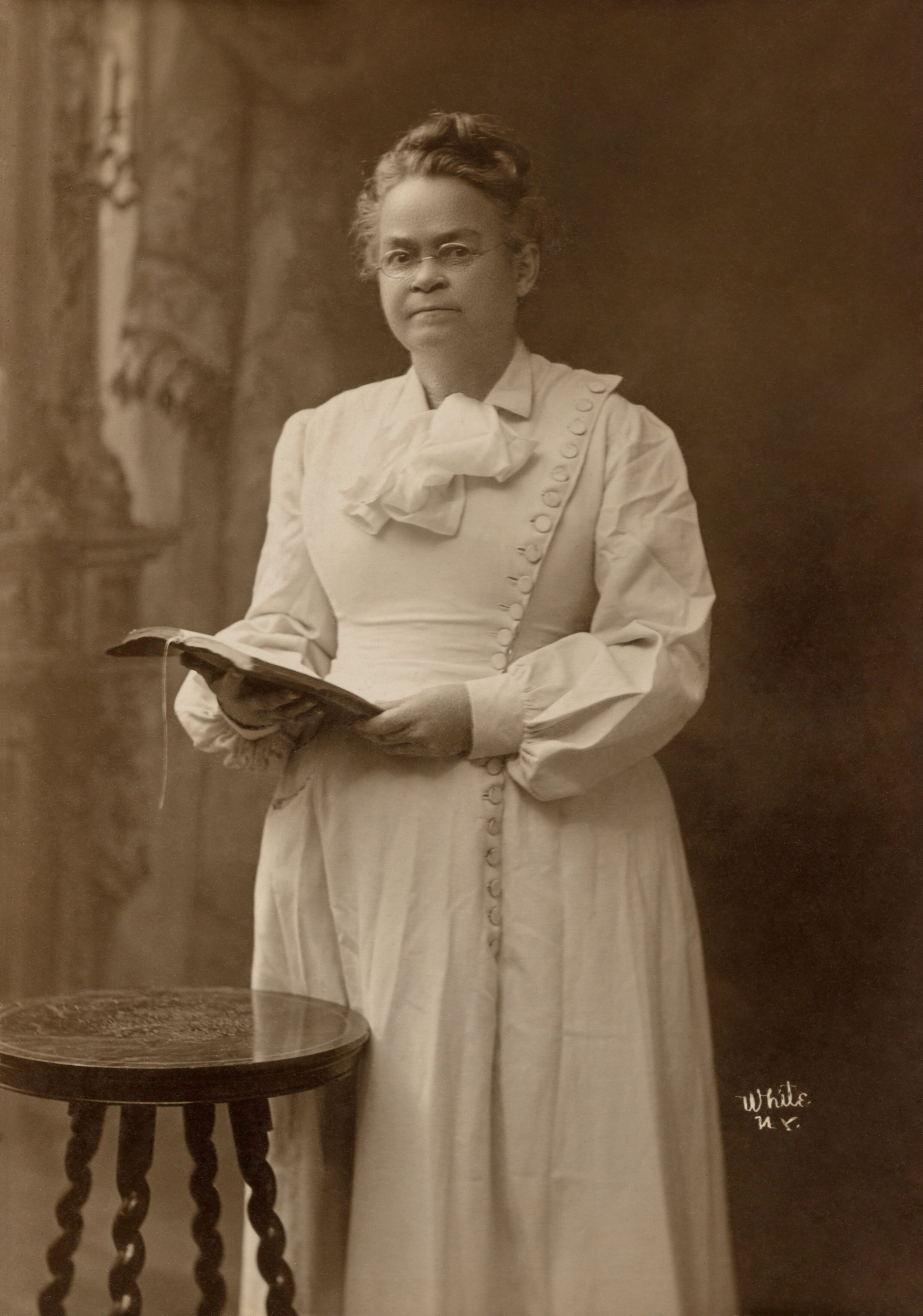

캐리 네이션(Carrie Nation) 본명은 캐리 에밀리에 무어 네이션(Carrie Amelia Moore Nation, 1846년 11월 25일 - 1911년 6월 9일)은 미국의 여성운동가, 시민운동가이다. 기독교 근본주의적 페미니스트이자 금주운동, 금연운동가였다. 첫 남편이 알콜중독과 도박으로 사망했던 그는 금주, 금연, 금오락 운동을 주도하였고, 실제 도끼를 들고 각종 술집과 경마장, 오락실 등을 도끼로 부수기도 했다.